# Дом де Россе
Россе (Россе де Рокозель) (фр. Rosset (Rosset de Rocozels) — французский дворянский род.

## История
Фамилия де Россе принадлежала к лангедокскому дворянству, ее знатность была подтверждена в ходе общей инспекции 1669 года, а затем при пожаловании ордена Святого Духа первому герцогу де Флёри в 1736 году.
Луи-Пьер д'Озье и Антуан-Мари д'Озье де Сериньи в Первом реестре Французского гербовника прослеживают ее родословие до конца XIV века, когда Филипп I де Россе владел баронией Монпаон в диоцезе Вабра в Руэрге. К концу XVI века род де Россе увеличил свои владения, располагавшиеся на территории современного департамента Эро, а в следующем столетии унаследовал земли старинного дома Рокозелей, известного с XI века.
Возвышение де Россе до уровня грандов королевства произошло благодаря браку Бернардена де Россе, сеньора де Рокозеля, с Мари, сестрой кардинала Флёри, могущественного министра при юном Людовике XV. В 1736 году племянник кардинала Жан-Эркюль де Россе стал герцогом и пэром Франции, а его сын и внуки занимали престижную должность первого дворянина Палаты короля, у обладателя которой подразумевалось наличие четырех поколений («четырех четвертей») благородных предков. Род де Россе пресекся в 1815 году.